# الحرجه الكتعية (عبس)

تعديل مصدري - تعديل

الحرجة الكتعية هي إحدى قرى عزلة قطبة بمديرية عبس التابعة لمحافظة حجة، بلغ تعداد سكانها 230 نسمة حسب تعداد اليمن لعام 2004.